# Celje

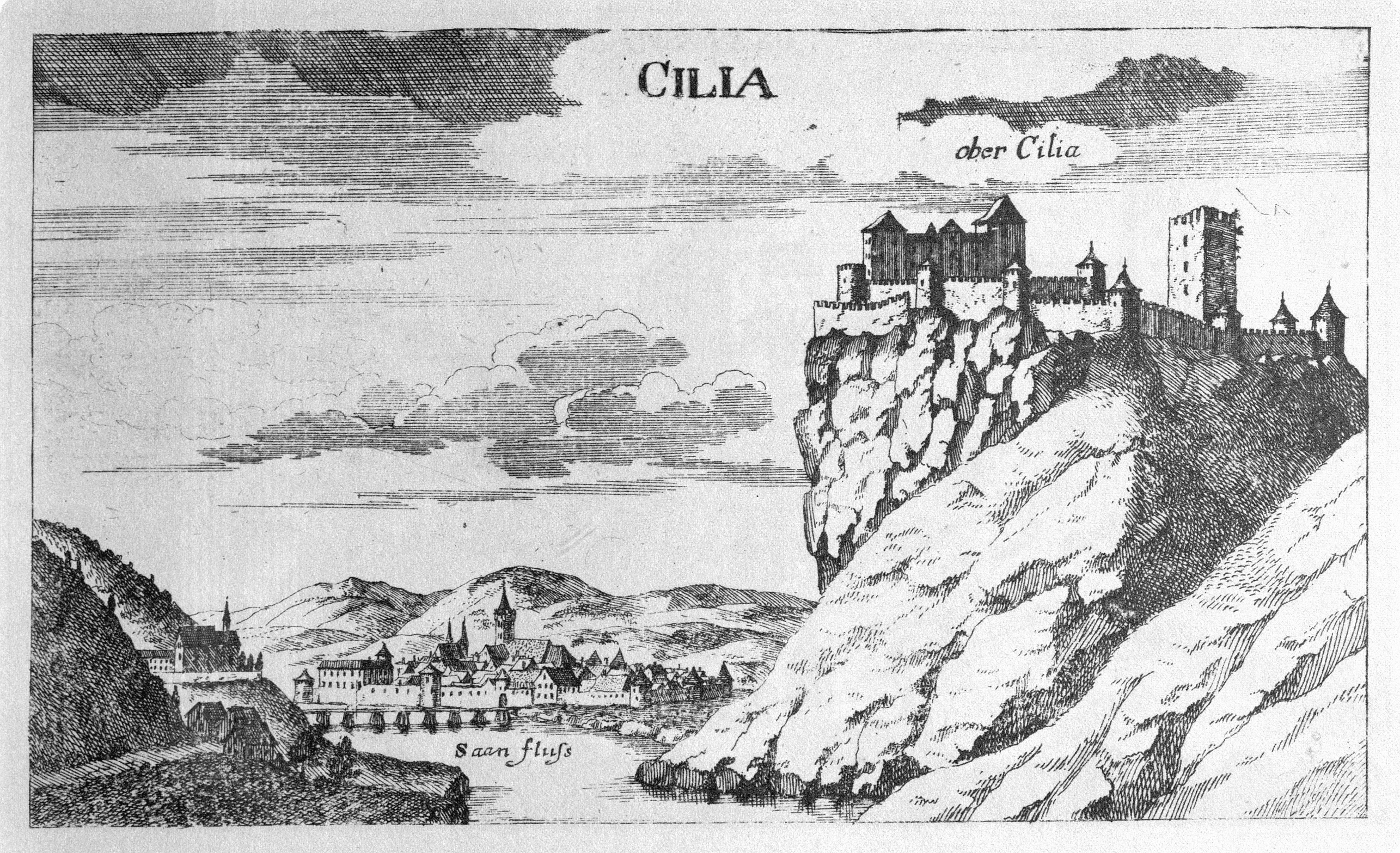
Cilli, Georg Matthäus Vischer, Topographia Ducatus Stiriae, Graz 1681

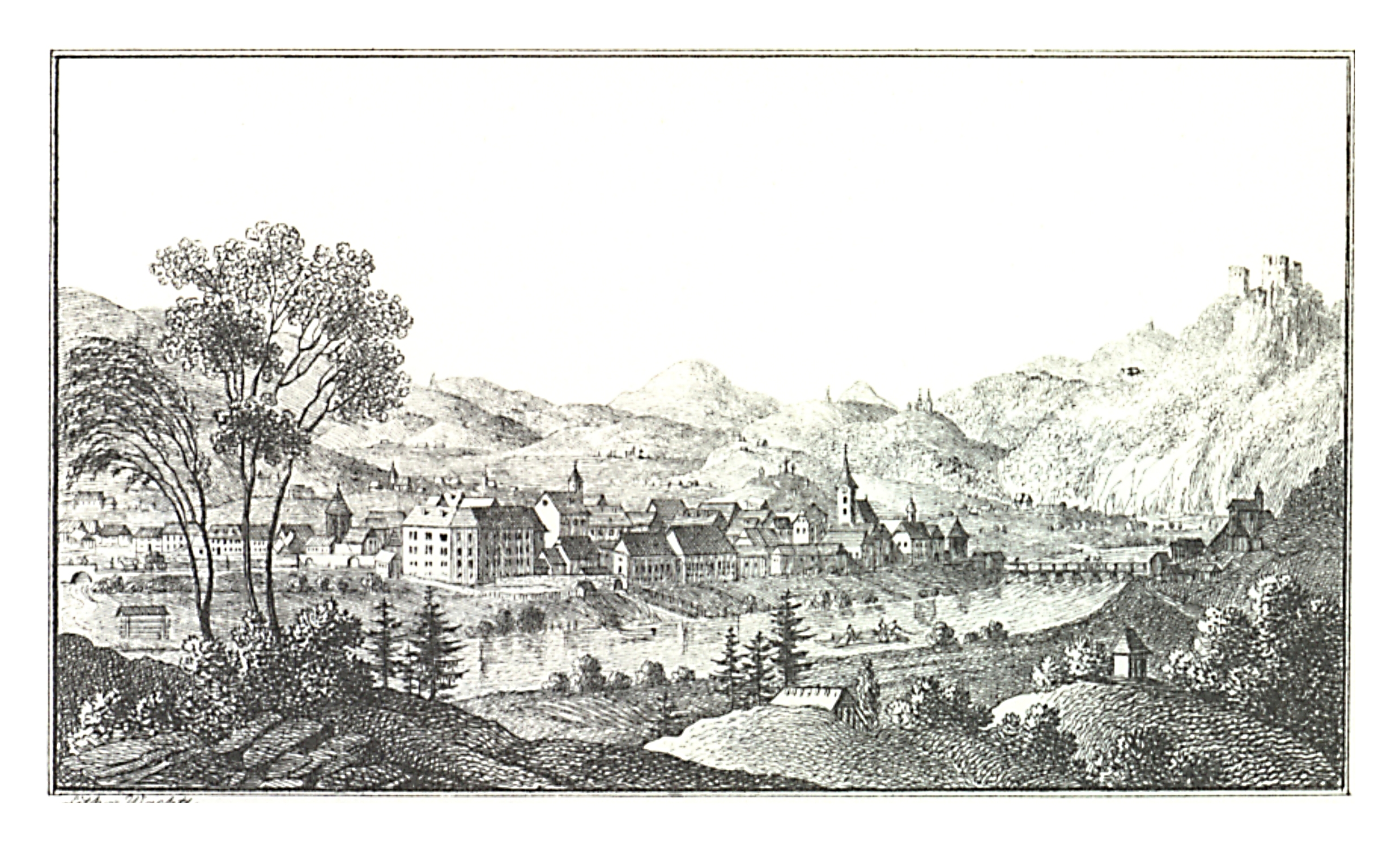
Celje, 1830 - Lith. Kaiser, Graz

Celje ([ˈtsɛːljɛ]ⓘ, en alemán: Cilli, en húngaro: Cille) es la tercera ciudad de Eslovenia por número de habitantes. Es la capital de la región de Estiria Inferior Sudoccidental (Jugozahodna Spodnja Štajerska) y la sede administrativa del municipio del mismo nombre.
La ciudad se halla situada  en el tramo inferior del valle de Savinja en la confluencia de los ríos Savinja, Ložnica y Voglajna (con su afluente el Hudinja) bajo la colina del Castillo de Celje (407 m).

## Símbolos
El escudo de Celje hace referencia a los Condes de Celje.
El escudo de armas de Celje se integró en el escudo nacional esloveno en 1991. El mismo escudo ya había sido seleccionado en 1918, al finalizar la Primera Guerra Mundial, cuando Eslovenia, se unió a Serbia y Croacia, formando el Reino de Yugoslavia.

## Historia
El primer asentamiento urbano del que se tiene noticia corresponde a la época de la cultura de Hallstatt.
Durante la ocupación celta, la ciudad fue conocida como Kelea, y así aparece en las monedas acuñadas por este pueblo. En tiempos del Imperio romano se llamó Civitas Celeia. La ciudad obtuvo sus derechos municipales en 46, durante el mandato del emperador Claudio I, bajo el nombre de municipium Claudia Celeia. 
Los registros escritos afirman que fue una villa rica y densamente poblada, rodeada de murallas defensivas con torres, palacios de mármol, calles y plazas amplias. En esta época recibió el sobrenombre de "la pequeña Troya" o Troia secunda. Una calzada romana comunicaba Aquilea con Panonia.
Celeia se convirtió rápidamente en una de las colonias romanas más florecientes y poseía un número considerable de edificios públicos, entre los cuales destacaba el templo de Marte, famoso en todo el Imperio. Celeia fue incorporada a la diócesis de Aquilea hacia el año 320, en tiempos del emperador Constantino I.

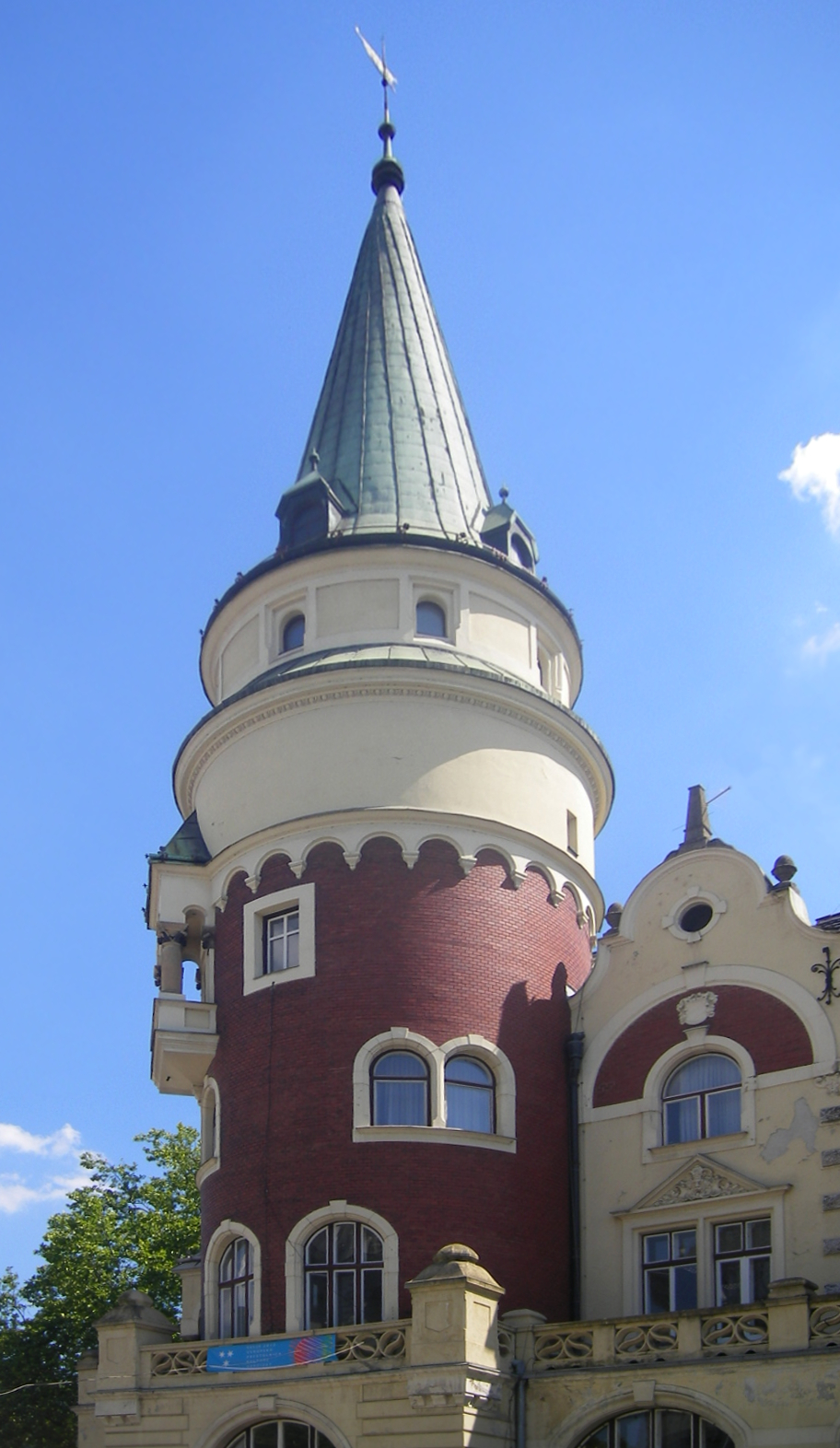
Alcaldía.

Durante las grandes migraciones de los siglos V y VI la ciudad fue arrasada. No se vuelven a tener noticias de la ciudad hasta el siglo XII, cuando aparece bajo el nombre de Cylie en la Crónica de Admont, escrita entre 1122 y 1137.
Celje adquirió el estatus de ciudad-mercado en la primera mitad del siglo XIV y derechos el 11 de abril de 1451 por orden del Conde Federico II de Celje.

## Personas destacadas
- Armando II de Celje
- Federico II de Celje
- Bárbara de Celje
- Ulrico II de Celje
- Alma Maximiliana Karlin
- Janez Drnovšek